# Alas Nacionales
Alas Nacionales S.A. fue una aerolínea con sede en Puerto Plata que operaba vuelos chárter entre la República Dominicana y Alemania. La aerolínea actuó como representante de Birgenair.

## Historia
En el verano de 1994, el operador turístico alemán Öger Tours y la pequeña aerolínea alemana Ratioflug iniciaron una cooperación para ofrecer vuelos chárter de bajo costo desde Alemania a la República Dominicana durante el invierno 94/95. El Ministerio Federal de Transporte alemán otorgó derechos de tráfico a Ratioflug por un período de seis meses. Como Ratioflug no poseía aviones con la capacidad y alcance necesarios, arrendó un Boeing 757-200 de la aerolínea turca Birgenair para estos vuelos.
Para continuar los vuelos chárter en la siguiente temporada de invierno, Öger Tours y Birgenair establecieron una cooperación con Alas Nacionales en el verano de 1995. Esta aerolínea dominicana fue fundada en Puerto Plata por el finlandés Matti Puhakka y otros seis socios ese mismo año. La compañía poseía un Certificado de operador aéreo, pero no tenía aviones en ese momento. Se acordó que Birgenair organizaría y operaría los vuelos de Alas Nacionales. A cambio, Matti Puhakka y sus socios comerciales recibirían una remuneración de 10 marcos alemanes por pasajero registrado. Tras recibir los derechos de tráfico a Alemania, la aerolínea arrendó oficialmente un Boeing 767-200ER de Birgenair. El 25 de octubre de 1995, la aeronave turca fue registrada en la República Dominicana como HI-660CA. Una semana después comenzaron los vuelos a Alemania, operados por tripulaciones turcas.
Debido a una bomba hidráulica defectuosa en el Boeing 767, esta aeronave no estuvo disponible para el Vuelo 301 de Birgenair desde Puerto Plata a Fráncfort vía Berlín el 6 de febrero de 1996, por lo que este vuelo fue realizado excepcionalmente con un Boeing 757-200 de Birgenair. Debido al menor alcance de este modelo, se programó una parada para reabastecimiento en Gander. La aeronave se estrelló poco después de despegar del aeropuerto de Puerto Plata. Birgenair había arrendado este Boeing 757 en noviembre de 1995 a la aerolínea argentina Servicios de Transportes Aéreos Fueguinos (STAF) y lo utilizó en cinco vuelos entre República Dominicana y Buenos Aires hasta enero de 1996. Después de eso, el avión no fue devuelto a Turquía, sino que permaneció en Puerto Plata.
Ambas aerolíneas suspendieron sus operaciones y desaparecieron ese mismo año tras el accidente.

## Flota
- 1 Boeing 757-200 (arrendado por corto tiempo de Birgenair; misma aeronave que se estrelló como el Vuelo 301)
- 1 Boeing 767-200ER (arrendado de Birgenair)[5][1]

## Accidentes e incidentes

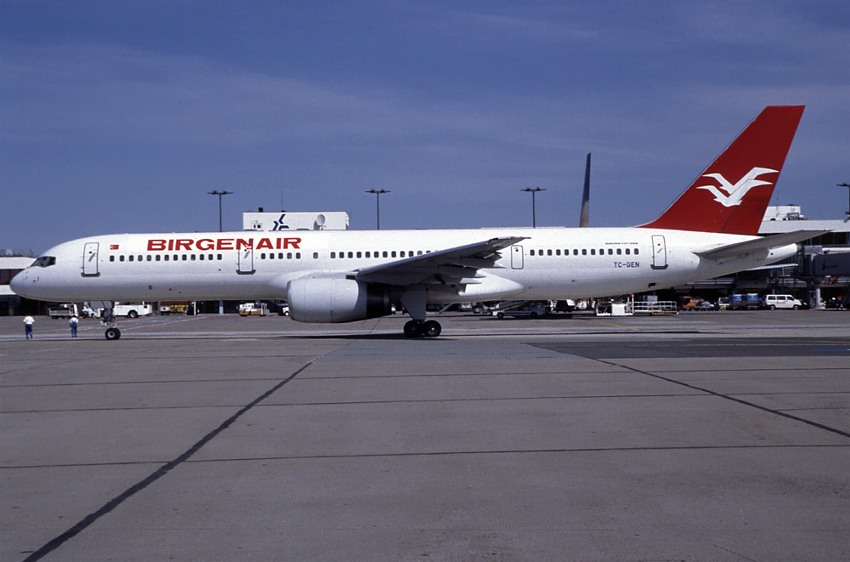
TC-GEN, la aeronave utilizada en el Vuelo 301 de Birgenair

- El 6 de febrero de 1996, el Vuelo 301 de Alas Nacionales (operado por Birgenair)[2] tenía como destino Fráncfort, Alemania, pero se estrelló poco después de despegar del Aeropuerto de Puerto Plata, en la República Dominicana, en el océano Atlántico a 26 kilómetros de la costa. Murieron los 176 pasajeros y 13 tripulantes, entre ellos 154 alemanes y 9 polacos. Se descubrió que uno de los indicadores de velocidad del Boeing 757-200 no funcionaba correctamente, lo que confundió a los pilotos respecto a si la aeronave volaba demasiado rápido o demasiado lento. La intensa cobertura negativa sobre Birgenair y otros operadores de vuelos económicos en Alemania tras el desastre provocó una fuerte caída en las reservas, y finalmente la compañía se declaró en bancarrota y cerró ese mismo año, 1996.[6]